# St. George Illawarra Dragons
St. George Illawarra Dragons är ett professionellt australiskt rugby league-fotbollslag som är baserat i regionerna Illawarra och St George i New South Wales. Laget grundades 1998 och spelar i australiska rugby league-serien National Rugby League.
Dragons debuterade i ligan 1999 efter att klubbarna St. George Dragons och Illawarra Steelers slagits samman. Klubben vann sitt första mästerskap 2010 efter seger i NRL-finalen.